# Ewa (woreda)
Ewa je jedna od 31 worede u regiji Afar u Etiopiji. Predstavlja dio Upravne zone 4. Ewa je smještena blizu podnožja istočne strmine Etiopske visoravni, a na jugu se graniči s Upravnom zonom 1, na zapadu s regijom Amhara, na sjeveru s Gulinom, a na istoku s Aurom. Glavno naselje Ewe je Alele Subula.
Prema podacima Središnje statističke agencije iz 2005. godine, ova woreda je imala procijenjenih 43.533 stanovnika, od čega 19.842 muškaraca i 23.691 žena; 180 ili 0,41% stanovništva su živjeli u gradu, što je manje od prosjeka Zone koji iznosi 1,6%. Ne podataka o površini Ewe, pa se ne može izračunati gustoća stanovništva.